# Grasslands Nature Trail
Le Grasslands Nature Trail – ou Grassland Nature Trail – est un sentier d'interprétation américain dans le comté de Kleberg, au Texas. Cette boucle de 0,75 mille est située au sein du Padre Island National Seashore, sur l'île Padre.